# 马龙·德文尼什
马龙·德文尼什（英語：Marlon Devonish，1976年6月1日—），英国男子田径运动员，主攻短跑。他曾代表英国参加2000年、2004年和2008年夏季奥林匹克运动会田径比赛，其中2004年奥运会获得一枚金牌。